# Demetrio Neyra
Demetrio Neyra Ramos (15 de desembre de 1908 - 27 de setembre de 1957) fou un futbolista peruà.
Va formar part de l'equip peruà a la Copa del Món de 1930. També participarà en el Campionat sud-americà de 1927, on marcà un gol. Pel que fa a clubs, defensà els colors del club Alianza Lima.